# Championnats de Belgique d'athlétisme 2017
Les Championnats de Belgique d'athlétisme 2017 toutes catégories se sont tenus les 1er et 2 juillet au stade Roi Baudouin à Bruxelles.

## Résultats courses

### 100 m
| rang               | athlète          | temps   |
| ------------------ | ---------------- | ------- |
| Médaille d'or      | Jean-Marie Louis | 10 s 66 |
| Médaille d'argent  | Arnout Matthijs  | 10 s 67 |
| Médaille de bronze | Simon Mengal     | 10 s 67 |

| rang               | athlète         | temps   |
| ------------------ | --------------- | ------- |
| Médaille d'or      | Cynthia Bolingo | 11 s 69 |
| Médaille d'argent  | Manon Depuydt   | 11 s 82 |
| Médaille de bronze | Imke Vervaet    | 11 s 82 |

### 200 m
| rang               | athlète            | temps   |
| ------------------ | ------------------ | ------- |
| Médaille d'or      | Robin Vanderbemden | 20 s 84 |
| Médaille d'argent  | Victor Hofmans     | 21 s 30 |
| Médaille de bronze | Kobe Vleminckx     | 21 s 33 |

| rang               | athlète         | temps   |
| ------------------ | --------------- | ------- |
| Médaille d'or      | Cynthia Bolingo | 23 s 57 |
| Médaille d'argent  | Manon Depuydt   | 23 s 73 |
| Médaille de bronze | Anne Zagré      | 23 s 79 |

### 400 m
| rang               | athlète         | temps   |
| ------------------ | --------------- | ------- |
| Médaille d'or      | Kévin Borlée    | 45 s 51 |
| Médaille d'argent  | Jonathan Borlée | 45 s 74 |
| Médaille de bronze | Dylan Borlée    | 46 s 10 |

| rang               | athlète         | temps   |
| ------------------ | --------------- | ------- |
| Médaille d'or      | Elise Lasser    | 53 s 24 |
| Médaille d'argent  | Laetitia Libert | 54 s 29 |
| Médaille de bronze | Marie Fickers   | 55 s 15 |

### 800 m
| rang               | athlète         | temps         |
| ------------------ | --------------- | ------------- |
| Médaille d'or      | Aaron Botterman | 1 min 49 s 21 |
| Médaille d'argent  | Peter Callahan  | 1 min 49 s 48 |
| Médaille de bronze | Stijn Baeten    | 1 min 49 s 75 |

| rang               | athlète          | temps         |
| ------------------ | ---------------- | ------------- |
| Médaille d'or      | Riet Vanfleteren | 2 min 10 s 38 |
| Médaille d'argent  | Elea Henrard     | 2 min 11 s 52 |
| Médaille de bronze | Sara Segers      | 2 min 11 s 54 |

### 1 500 m
| rang               | athlète          | temps         |
| ------------------ | ---------------- | ------------- |
| Médaille d'or      | Pieter Claus     | 3 min 47 s 86 |
| Médaille d'argent  | Ismaël Debjani   | 3 min 48 s 44 |
| Médaille de bronze | Tim Van de Velde | 3 min 48 s 65 |

| rang               | athlète         | temps         |
| ------------------ | --------------- | ------------- |
| Médaille d'or      | Renée Eykens    | 4 min 13 s 50 |
| Médaille d'argent  | Sofie Van Accom | 4 min 14 s 57 |
| Médaille de bronze | Justine Tinck   | 4 min 25 s 88 |

### 5 000 m
| rang               | athlète             | temps          |
| ------------------ | ------------------- | -------------- |
| Médaille d'or      | Cedric Van De Putte | 14 min 33 s 24 |
| Médaille d'argent  | Régis Thonon        | 14 min 35 s 02 |
| Médaille de bronze | Jan Adriaensen      | 14 min 35 s 12 |

| rang               | athlète            | temps          |
| ------------------ | ------------------ | -------------- |
| Médaille d'or      | Hanne Verbruggen   | 16 min 59 s 59 |
| Médaille d'argent  | Charlotte Van Hese | 17 min 20 s 82 |
| Médaille de bronze | Karen Van Proeyen  | 17 min 43 s 60 |

### 10 000 m
Le championnat de 10 000 m se déroule à Ninove le 6 mai 2017.
| rang               | athlète          | temps          |
| ------------------ | ---------------- | -------------- |
| Médaille d'or      | Steven Casteele  | 29 min 21 s 32 |
| Médaille d'argent  | Nick Van Peborgh | 29 min 21 s 39 |
| Médaille de bronze | Pierre Denays    | 30 min 2 s 11  |

| rang               | athlète                | temps          |
| ------------------ | ---------------------- | -------------- |
| Médaille d'or      | Ferahiwat Gamachu Tulu | 35 min 27 s 95 |
| Médaille d'argent  | Nina Lauwaert          | 35 min 29 s 26 |
| Médaille de bronze | Dorien Peeters         | 37 min 10 s 60 |

## Résultats obstacles

### 110 m haies/100 m haies
| rang               | athlète       | temps   |
| ------------------ | ------------- | ------- |
| Médaille d'or      | Dylan Caty    | 13 s 67 |
| Médaille d'argent  | Denis Hanjoul | 14 s 29 |
| Médaille de bronze | Sander Maes   | 14 s 46 |

| rang               | athlète         | temps   |
| ------------------ | --------------- | ------- |
| Médaille d'or      | Anne Zagré      | 13 s 22 |
| Médaille d'argent  | Eline Berings   | 13 s 32 |
| Médaille de bronze | Chloë Beaucarne | 13 s 57 |

### 400 m haies
| rang               | athlète         | temps   |
| ------------------ | --------------- | ------- |
| Médaille d'or      | Arnaud Ghislain | 50 s 73 |
| Médaille d'argent  | Dylan Owusu     | 51 s 57 |
| Médaille de bronze | Romain Nicodème | 51 s 71 |

| rang               | athlète                 | temps   |
| ------------------ | ----------------------- | ------- |
| Médaille d'or      | Axelle Dauwens          | 56 s 75 |
| Médaille d'argent  | Margo Van Puyvelde (nl) | 57 s 05 |
| Médaille de bronze | Nenah De Coninck        | 57 s 62 |

### 3 000 m steeple
Le championnat de 3 000 m steeple féminin s'est déroulé à Ninove le 6 mai 2017.
| rang               | athlète           | temps        |
| ------------------ | ----------------- | ------------ |
| Médaille d'or      | Mathijs Casteele  | 9 min 2 s 15 |
| Médaille d'argent  | François Dupont   | 9 min 2 s 20 |
| Médaille de bronze | Clement Deflandre | 9 min 5 s 74 |

| rang               | athlète              | temps          |
| ------------------ | -------------------- | -------------- |
| Médaille d'or      | Elke Godden          | 10 min 43 s 06 |
| Médaille d'argent  | Jolien Van Hoorebeke | 11 min 17 s 48 |
| Médaille de bronze | Charlotte Sijmens    | 11 min 42 s 65 |

## Résultats sauts

### Saut en longueur
| rang               | athlète             | marque |
| ------------------ | ------------------- | ------ |
| Médaille d'or      | Corentin Campener   | 7,85 m |
| Médaille d'argent  | Cedric Nolf         | 7,55 m |
| Médaille de bronze | Mathias Broothaerts | 7,55 m |

| rang               | athlète         | marque |
| ------------------ | --------------- | ------ |
| Médaille d'or      | Hanne Maudens   | 6,40 m |
| Médaille d'argent  | Chloé Laurant   | 5,77 m |
| Médaille de bronze | Maite Beernaert | 5,75 m |

### Triple saut
| rang               | athlète           | marque  |
| ------------------ | ----------------- | ------- |
| Médaille d'or      | Leopold Kapata    | 15,63 m |
| Médaille d'argent  | Frédéric Xhonneux | 15,01 m |
| Médaille de bronze | Yves Pausenberger | 14,66 m |

| rang               | athlète          | marque  |
| ------------------ | ---------------- | ------- |
| Médaille d'or      | Elsa Loureiro    | 12,64 m |
| Médaille d'argent  | Saliyya Guisse   | 12,46 m |
| Médaille de bronze | Sietske Lenchant | 12,17 m |

### Saut en hauteur
| rang               | athlète        | marque |
| ------------------ | -------------- | ------ |
| Médaille d'or      | Bram Ghuys     | 2,13 m |
| Médaille d'argent  | Thomas Carmoy  | 2,11 m |
| Médaille de bronze | Emile Verdonck | 2,09 m |

| rang               | athlète           | marque |
| ------------------ | ----------------- | ------ |
| Médaille d'or      | Hannelore Desmet  | 1,77 m |
| Médaille d'argent  | Hanne Van Hessche | 1,74 m |
| Médaille de bronze | Nicasina Rossaert | 1,71 m |

### Saut à la perche
| rang               | athlète                 | marque |
| ------------------ | ----------------------- | ------ |
| Médaille d'or      | Arnaud Art              | 5,50 m |
| Médaille d'argent  | Ben Broeders            | 5,45 m |
| Médaille de bronze | Thomas Van der Plaetsen | 5,30 m |

| rang               | athlète         | marque |
| ------------------ | --------------- | ------ |
| Médaille d'or      | Fanny Smets     | 4,25 m |
| Médaille d'argent  | Aurelie De Ryck | 4,10 m |
| Médaille de bronze | Elien De Vocht  | 3,90 m |

## Résultats lancers

### Lancer du poids
| rang               | athlète        | marque  |
| ------------------ | -------------- | ------- |
| Médaille d'or      | Philip Milanov | 17,77 m |
| Médaille d'argent  | Jarno Wagemans | 16,05 m |
| Médaille de bronze | Max Vlassak    | 15,70 m |

| rang               | athlète           | marque  |
| ------------------ | ----------------- | ------- |
| Médaille d'or      | Jolien Boumkwo    | 15,50 m |
| Médaille d'argent  | Katelijne Lyssens | 13,63 m |
| Médaille de bronze | Yoika De Pauw     | 13,48 m |

### Lancer du disque
| rang               | athlète        | marque  |
| ------------------ | -------------- | ------- |
| Médaille d'or      | Philip Milanov | 65,07 m |
| Médaille d'argent  | Edwin Nys      | 52,63 m |
| Médaille de bronze | Filip Peetrain | 50,23 m |

| rang               | athlète            | marque  |
| ------------------ | ------------------ | ------- |
| Médaille d'or      | Babette Vandeput   | 50,75 m |
| Médaille d'argent  | Anouska Hellebuyck | 49,03 m |
| Médaille de bronze | Emilie Dodrimont   | 47,66 m |

### Lancer du javelot
| rang               | athlète         | marque  |
| ------------------ | --------------- | ------- |
| Médaille d'or      | Jarne Duchateau | 71,42 m |
| Médaille d'argent  | Timothy Herman  | 67,24 m |
| Médaille de bronze | Arne Broeders   | 66,79 m |

| rang               | athlète       | marque  |
| ------------------ | ------------- | ------- |
| Médaille d'or      | Sarah Vermeir | 42,74 m |
| Médaille d'argent  | Yoika De Pauw | 42,68 m |
| Médaille de bronze | An Vanhoorne  | 41,82 m |

### Lancer du marteau
| rang               | athlète            | marque  |
| ------------------ | ------------------ | ------- |
| Médaille d'or      | Remi Malengreaux   | 58,03 m |
| Médaille d'argent  | Stef Vanbroekhoven | 54,36 m |
| Médaille de bronze | Walter De Wyngaert | 53,30 m |

| rang               | athlète               | marque  |
| ------------------ | --------------------- | ------- |
| Médaille d'or      | Jolien Boumkwo        | 63,75 m |
| Médaille d'argent  | Vanessa Sterckendries | 61,78 m |
| Médaille de bronze | Patricia Blondeel     | 54,60 m |

## Sources
- Ligue belge francophone d'athlétisme
- Ligue belge flamande d'athlétisme
- Résultats sur liveresults.be